# Никольское (городской округ Солнечногорск)
Никольское — деревня в Московской области России. Входит в городской округ Солнечногорск. Население — 10 чел. (2010).

## География
Деревня Никольское расположена на севере Московской области, в юго-восточной части округа, примерно в 19 км к юго-востоку от центра города Солнечногорска, в 25 км к северо-западу от Московской кольцевой автодороги, на левом берегу реки Клязьмы.
Западнее деревни проходит федеральная автодорога M10 «Россия», севернее — Большое кольцо Московской железной дороги и Московское малое кольцо А107.
К деревне приписано 16 садоводческих некоммерческих товариществ. Ближайшие населённые пункты — посёлок Верхнеклязьминского лесничества, деревни Болкашино, Дурыкино и Льялово.

## Население
| 1852 | 1859 | 1890 | 1899 | 1926 | 1966 |
| ---- | ---- | ---- | ---- | ---- | ---- |
| 78   | ↗90  | ↗132 | ↘99  | ↗131 | ↘63  |
| 1998 | 2002 | 2010 |      |      |      |
| ↘7   | ↘5   | ↗10  |      |      |      |

## История
Никольское, сельцо 6-го стана, Митрино, Анны Петровны, Генерал-Майорши, крестьян 36 душ мужского пола, 42 женского, 12 дворов, Господский дом, 55 верст от Тверской заставы, вправо 1½ версты.— Нистрем К. Указатель селений и жителей уездов Московской губернии, 1852 г.
В «Списке населённых мест» 1862 года — владельческое сельцо 6-го стана Московского уезда Московской губернии по правую сторону Санкт-Петербургского шоссе (из Москвы), в 40 верстах от губернского города, при колодце и речке Клязьме, с 15 дворами и 90 жителями (43 мужчины, 47 женщин).
По данным на 1890 год — сельцо Дурыкинской волости Московского уезда со 132 душами населения.
В 1913 году — 22 двора, при селении имение А. В. Иванова.
По материалам Всесоюзной переписи населения 1926 года — деревня Льяловского сельсовета Бедняковской волости Московского уезда в 2 км от Ленинградского шоссе и 7 км от станции Поворовка Октябрьской железной дороги, проживал 131 житель (57 мужчин, 74 женщины), насчитывалось 28 крестьянских хозяйств.
С 1929 года — населённый пункт в составе Сходненского района Московского округа Московской области. Постановлением ЦИК и СНК от 23 июля 1930 года округа как административно-территориальные единицы были ликвидированы.
1929—1932 гг. — деревня Льяловского сельсовета Сходненского района.
1932—1954 гг. — деревня Льяловского сельсовета Солнечногорского района.
1954—1957, 1960—1963, 1965—1994 гг. — деревня Кировского сельсовета Солнечногорского района.
1957—1960 гг. — деревня Кировского сельсовета Химкинского района.
1963—1965 гг. — деревня Кировского сельсовета Солнечногорского укрупнённого сельского района.
В 1994 году Московской областной думой было утверждено положение о местном самоуправлении в Московской области, сельские советы как административно-территориальные единицы были преобразованы в сельские округа.
С 1994 до 2006 гг. деревня входила в Кировский сельский округ Солнечногорского района.
С 2005 до 2019 гг. деревня включалась в Пешковское сельское поселение Солнечногорского муниципального района.
С 2019 года деревня входит в городской округ Солнечногорск, в рамках администрации которого относится с территориальному управлению Пешковское.